# Onojo
Onojo (大野城市; -shi) é uma cidade japonesa localizada na prefeitura de Fukuoka.
Em 2005 a cidade tinha uma população estimada em 93 053 habitantes e uma densidade populacional de 3 461,79  h/km². Tem uma área total de 26,88 km².
Recebeu o estatuto de cidade a 1 de Abril de 1972.